# Moerasspireawortelgalmug
De moerasspireawortelgalmug (Dasineura harrisoni) is een muggensoort uit de familie van de galmuggen (Cecidomyiidae). De wetenschappelijke naam van de soort is voor het eerst geldig gepubliceerd in 1922 door Bagnall.